# 日出若宮八幡神社
日出若宮八幡神社（ひじわかみやはちまんじんじゃ）は、大分県速見郡日出町2831-1にある神社。旧社格は県社。

## 祭神
- 大鷦鷯尊（おほさざきのみこと）
- 足仲彦尊（たらしなかつひこのみこと）
- 息長帯比売命（おきながたらしひめのみこと）
- 品陀和氣命（ほんだわけのみこと）
- 大山守命（おおやまもりのみこと）
- 菟道稚郎子命（うじのわきいらつこのみこと）
- 市杵嶋姫命（いちきしまひめのみこと）

## 歴史

### 中世
天徳3年（959年）、郡司の清原高秀は津島八津島大明神から二神を勧請して神祀が建立された。天徳4年（960年）、大神郷司緒方惟季は山城国の石清水八幡宮より勧請し、浮津浜の現在地に社殿を建てた。
建久7年（1196年）、豊後国の守護である大友能直は豊後国7社の1社として崇敬し、社殿を築造して社領を寄進した。

### 近世
文禄3年（1594年）に日出代官となった毛利重政（兵橘）はキリシタンであり、若宮八幡神社の社殿を破壊して御神体を浮津浜に捨てた。御神体は村人らによって密かに回収されて安全な場所に祀られた。慶長6年（1601年）に木下延俊が日出藩初代藩主となると、慶長7年（1602年）には若宮八幡神社を再建し、再び御神体を迎えて復興した。また、木下延俊は神領2町餘段を寄付し、奉幣例祭を復興させた。なお、木下延俊によって日出城下の東端近くに置かれた寺社には、日出若宮八幡神社のほかに高野山真言宗の蓮華寺もある。
3代藩主の木下俊長も崇敬が厚く、寛文9年（1669年）には本殿を建立した。元禄11年（1698年）には老臣の杉原新兵衛を惣奉行とし、元禄12年（1699年）に渡殿・拝殿を、元禄14年（1701年）に神楽殿を、元禄16年（1703年）に楼門を、宝永5年（1708年）に絵馬殿を建立し、今日の堂宇を完成させた。元禄年間頃には、日出藩によって9月15日の例祭の際の市が奨励されて日出城下の繁栄につながった。
若宮八幡神社はその後も代々の日出藩主から崇敬され、藩主から石鳥居や石灯籠が寄進された。

### 近代
1905年（明治38年）には皇族の梨本宮守正王が参拝した。1911年（明治44年）に大分線（現・JR日豊本線）日出駅が開業すると、日出駅から日出若宮八幡神社までの停車場道路が造営されて駅と市街地が結ばれた。
1932年（昭和7年）には近代社格制度による県社に列せられた。『速見郡志』には日出若宮八幡または日出八幡の名で記されている。1941年（昭和16年）3月27日、突風によってマツの大木が折れ、蓮華院堂が倒壊して千手観音などが破壊された。

### 現代
1958年（昭和33年）には楼門が日出町指定文化財に指定され、同年には御創建一千年祭奉祝を執り行った。境内から道路を挟んで南側にはクスノキの巨樹があったが、1979年（昭和54年）4月には内部の空洞から発火して焼失し、その後切り倒された。境内裏手の竹林の中にも、幹回り4.28メートル・樹高約23メートルのクスノキの巨樹がある。
2016年（平成28年）2月2日には石鳥居4基と石灯籠8基が日出町指定文化財に指定された。

## 境内
- 本殿 - 寛文9年（1669年）竣工。
- 拝殿 - 元禄12年（1699年）竣工。
- 神楽殿 - 元禄14年（1701年）竣工。
- 楼門 - 元禄16年（1703年）竣工。日出町指定文化財。
- 絵馬殿 - 宝永5年（1708年）竣工。
- 社務所
- 神饌所
- 神輿庫

### 境内社
- 愛宕社
- 天満社
- 高良社
- 金比羅社

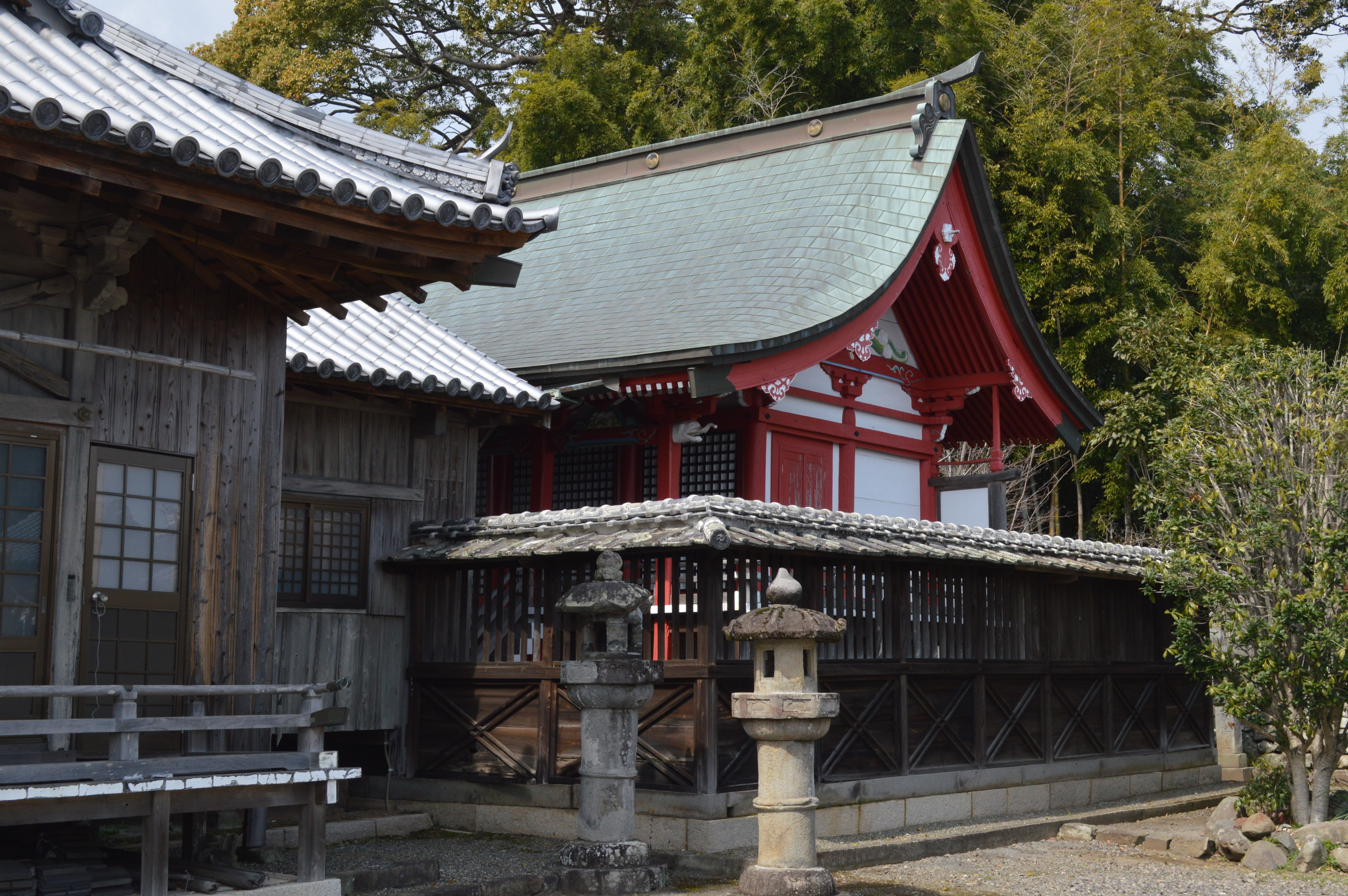
本殿
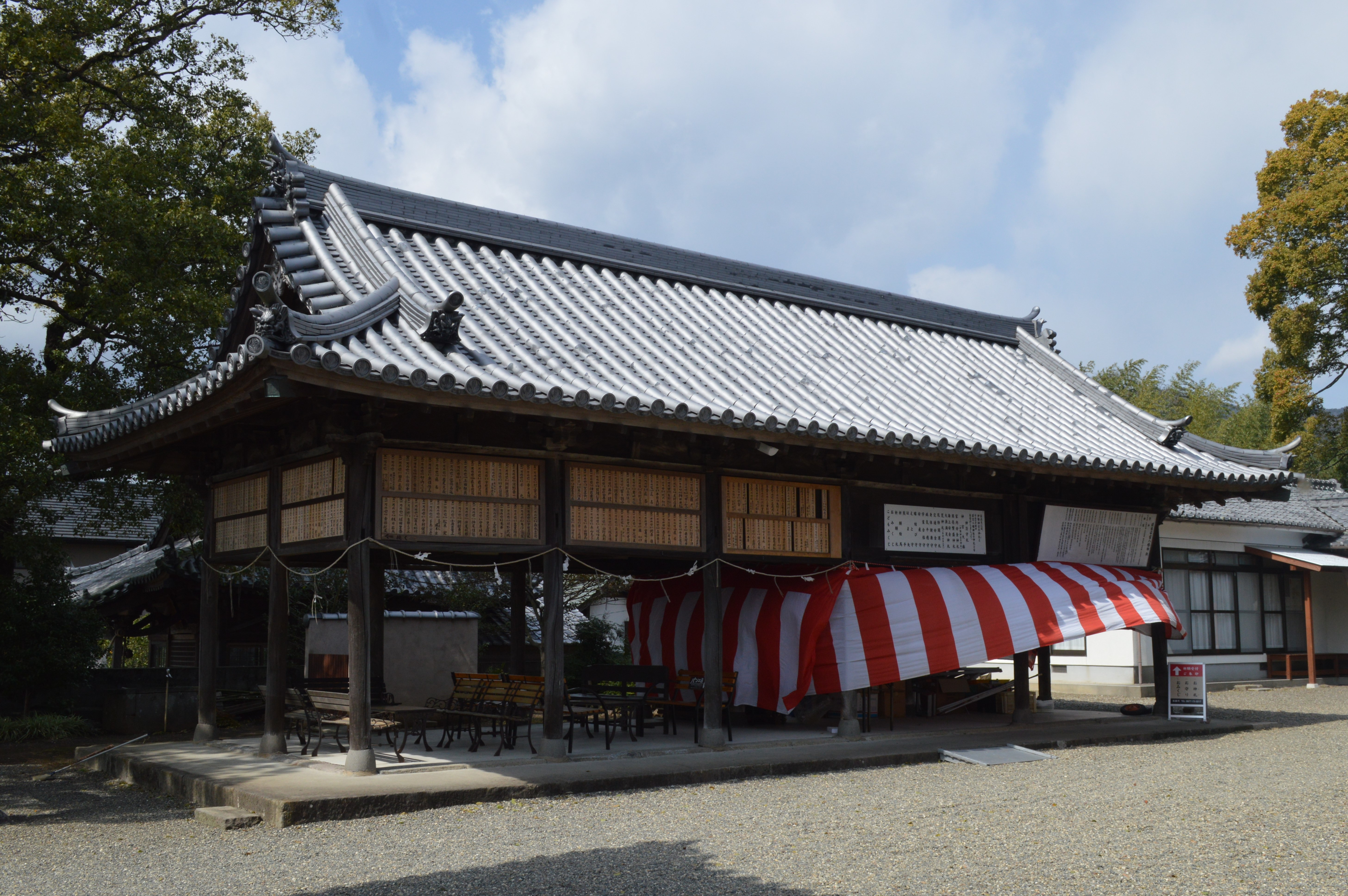
絵馬殿
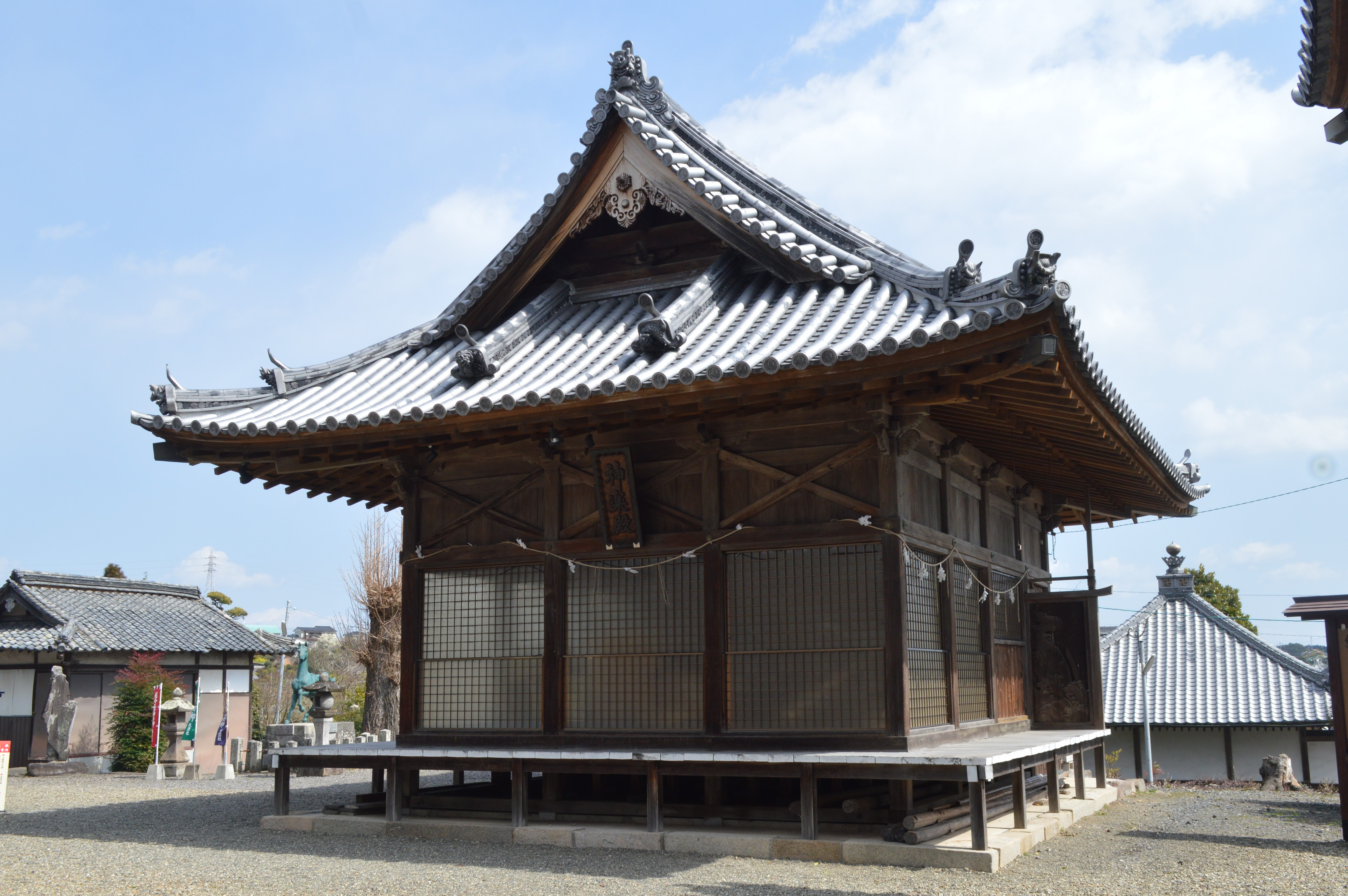
神楽殿
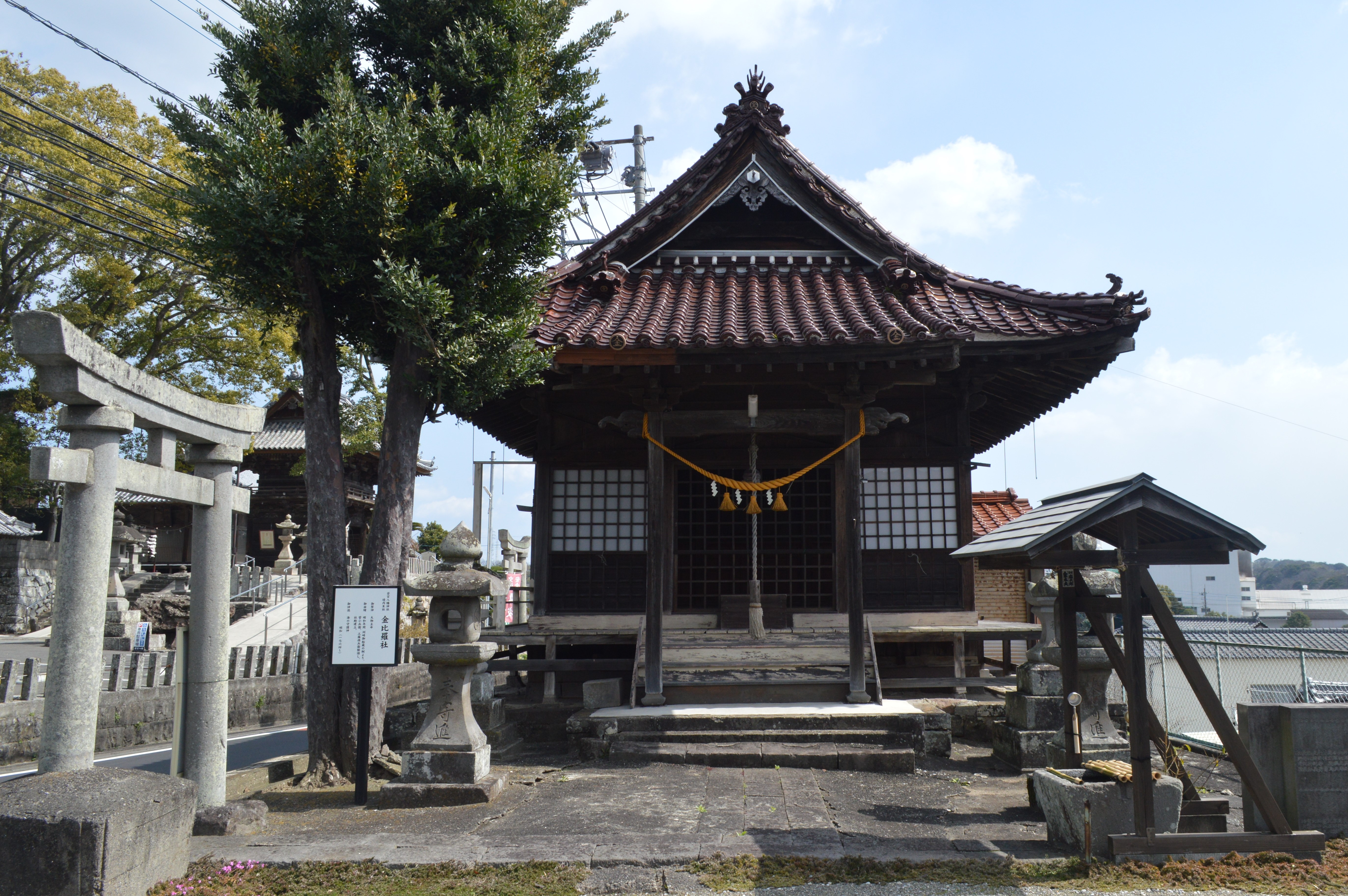
金比羅社

## 文化財

### 日出町指定文化財

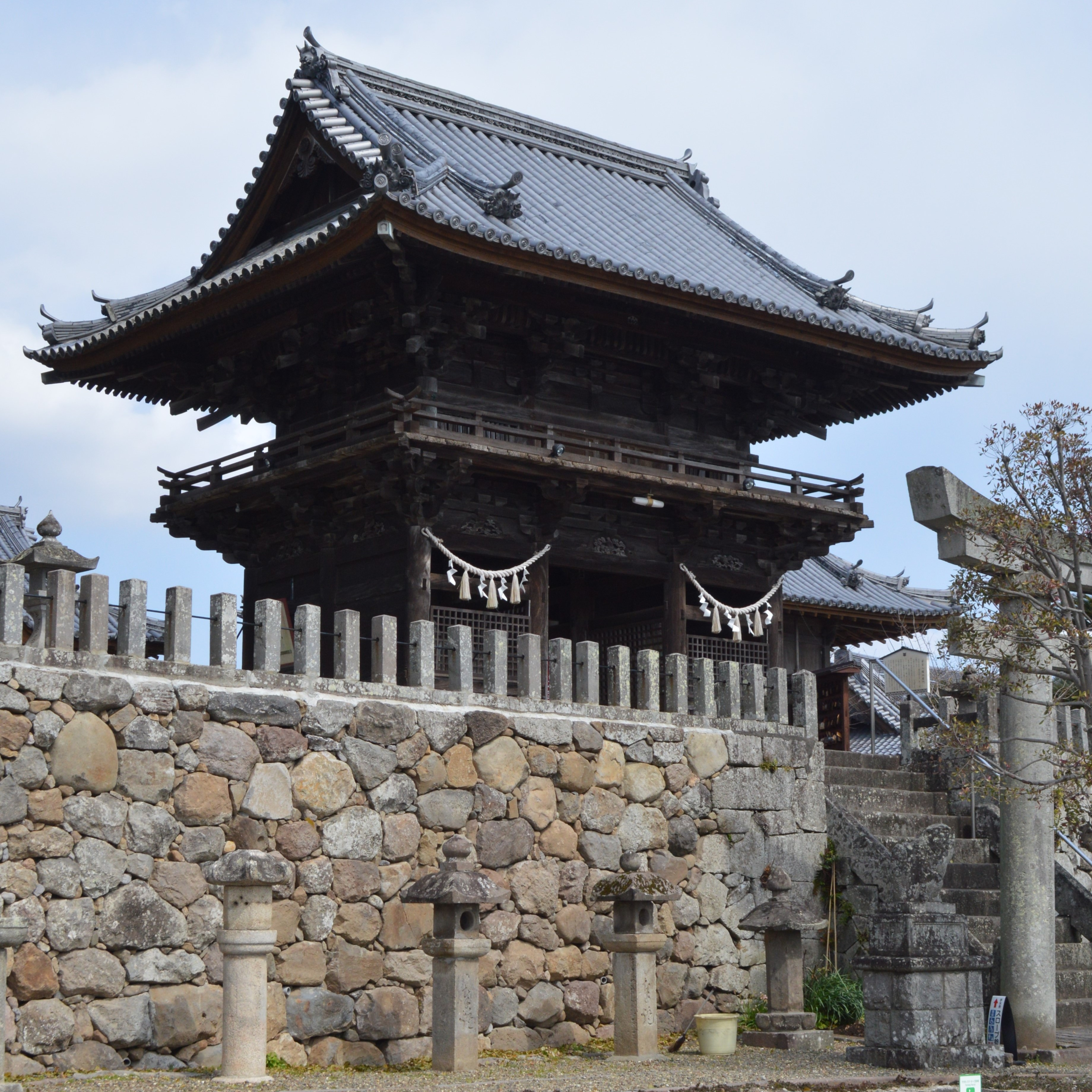
楼門

#### 楼門
- 元禄16年（1703年）建立。1958年（昭和33年）10月1日指定。

#### 日出藩主寄進石鳥居
- 2016年（平成28年）2月2日、「若宮八幡神社境内日出藩主寄進石鳥居（4基）」として日出町指定文化財に指定された[9]。

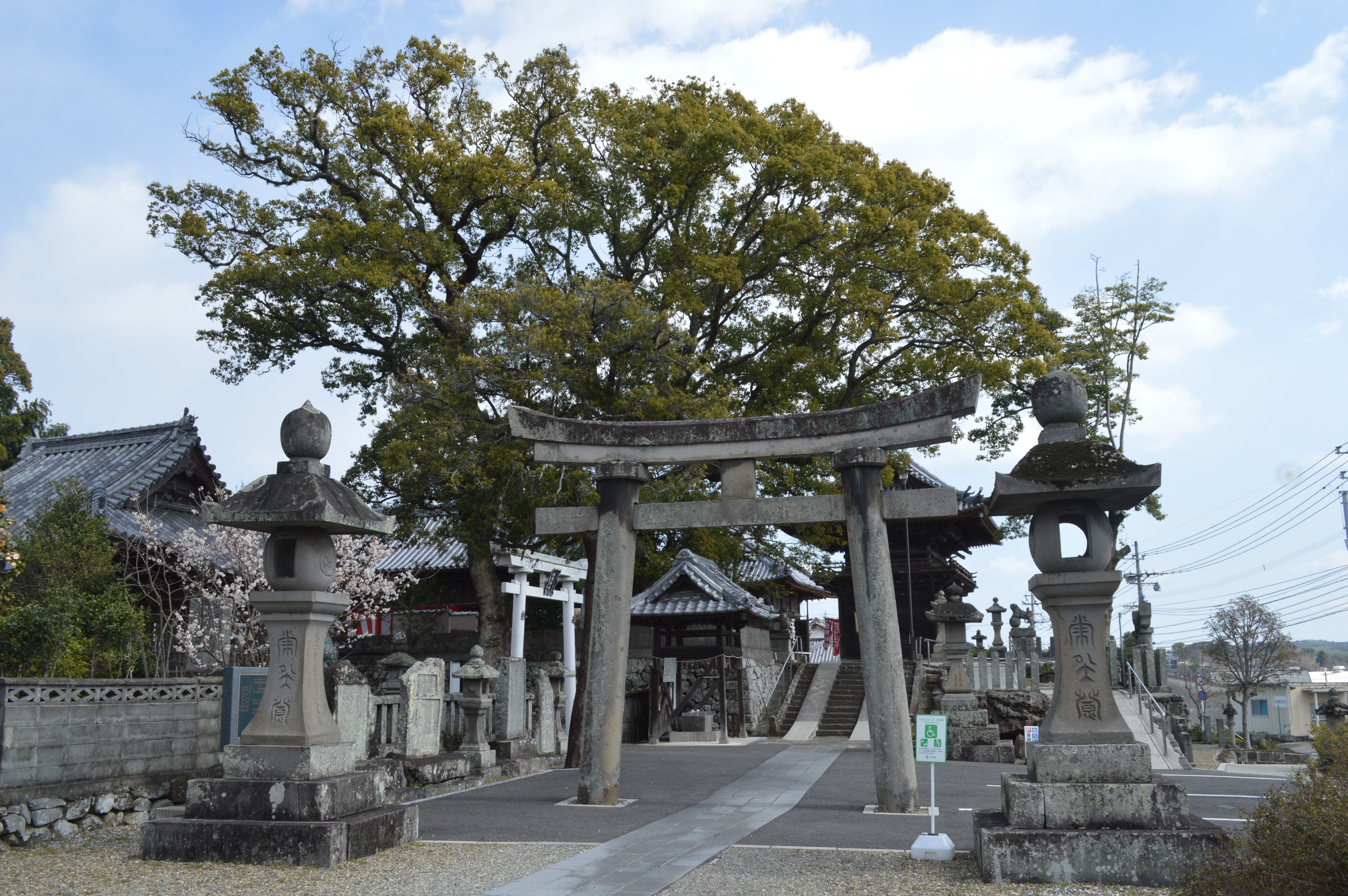
鳥居1
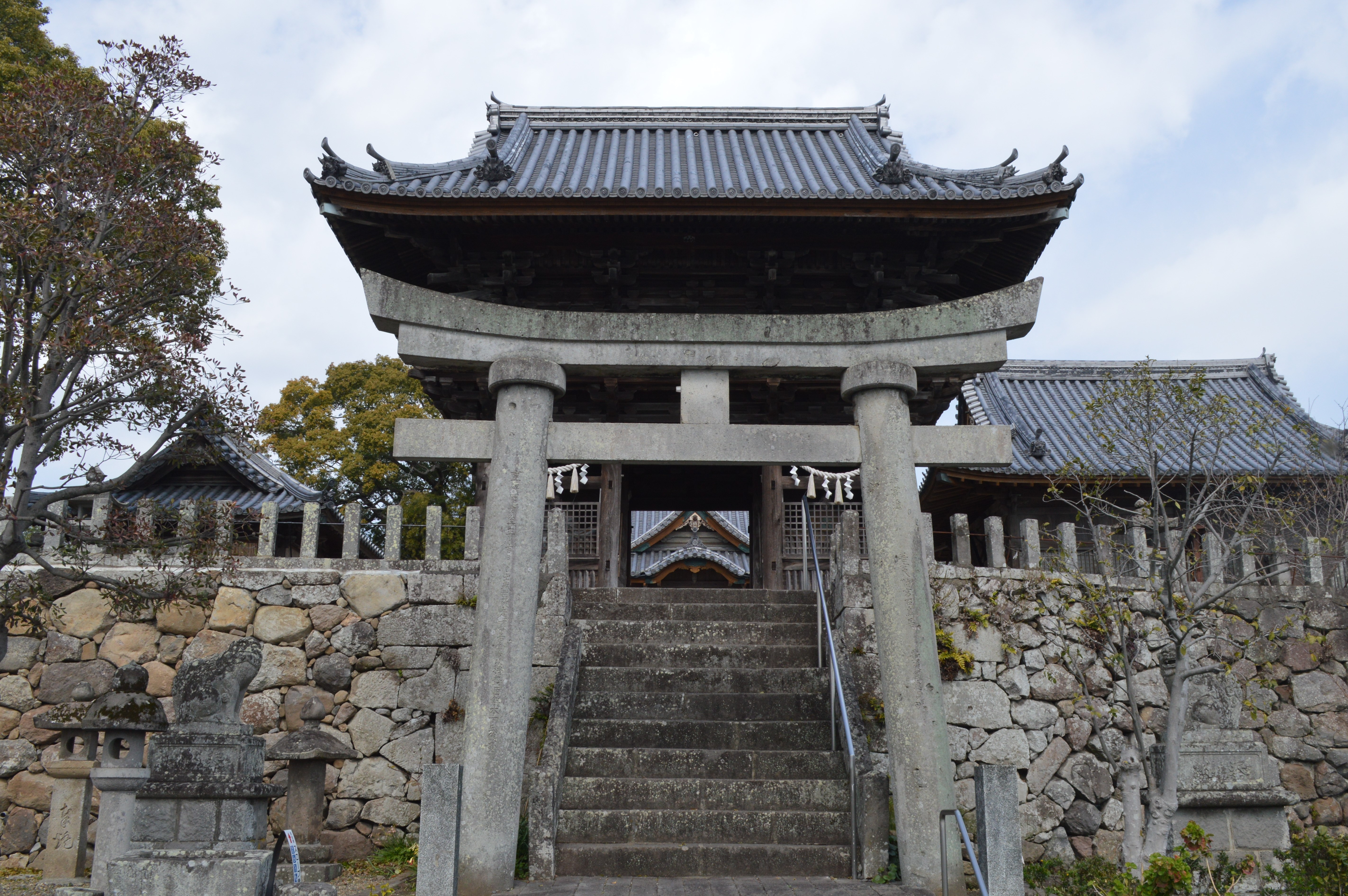
鳥居2
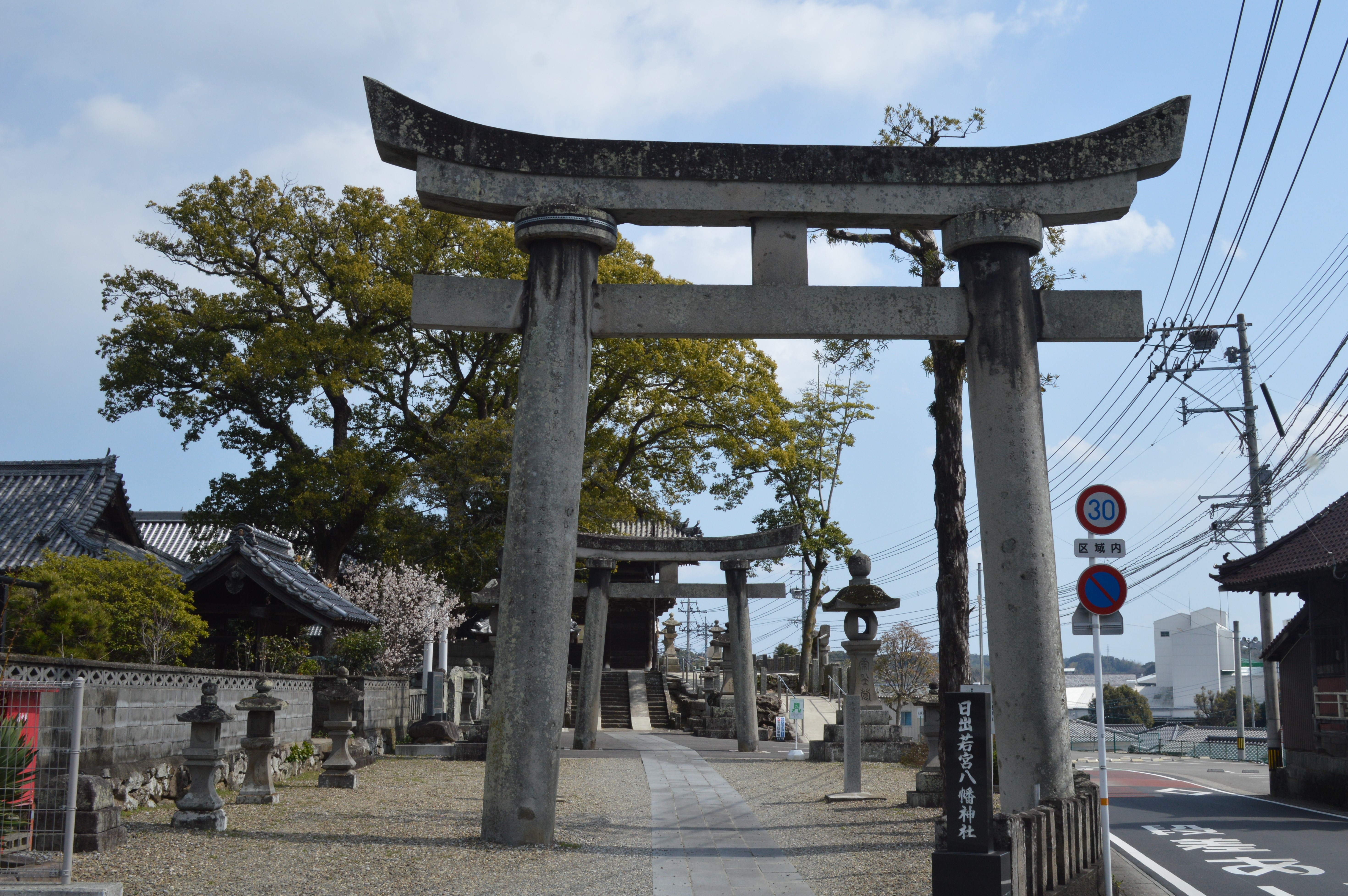
鳥居3

| 鳥居  | 寄進者            | 寄進年             |
| ----- | ----------------- | ------------------ |
| 鳥居1 | 初代藩主 木下延俊 | 寛永2年（1625年）  |
| 鳥居2 | 4代藩主 木下俊量  | 享保4年（1719年）  |
| 鳥居3 | 11代藩主 木下俊懋 | 寛政6年（1794年）  |
| 鳥居4 | 初代藩主 木下延俊 | 寛永11年（1634年） |

- 鳥居1
- 鳥居2
- 鳥居3

#### 日出藩主寄進石燈籠

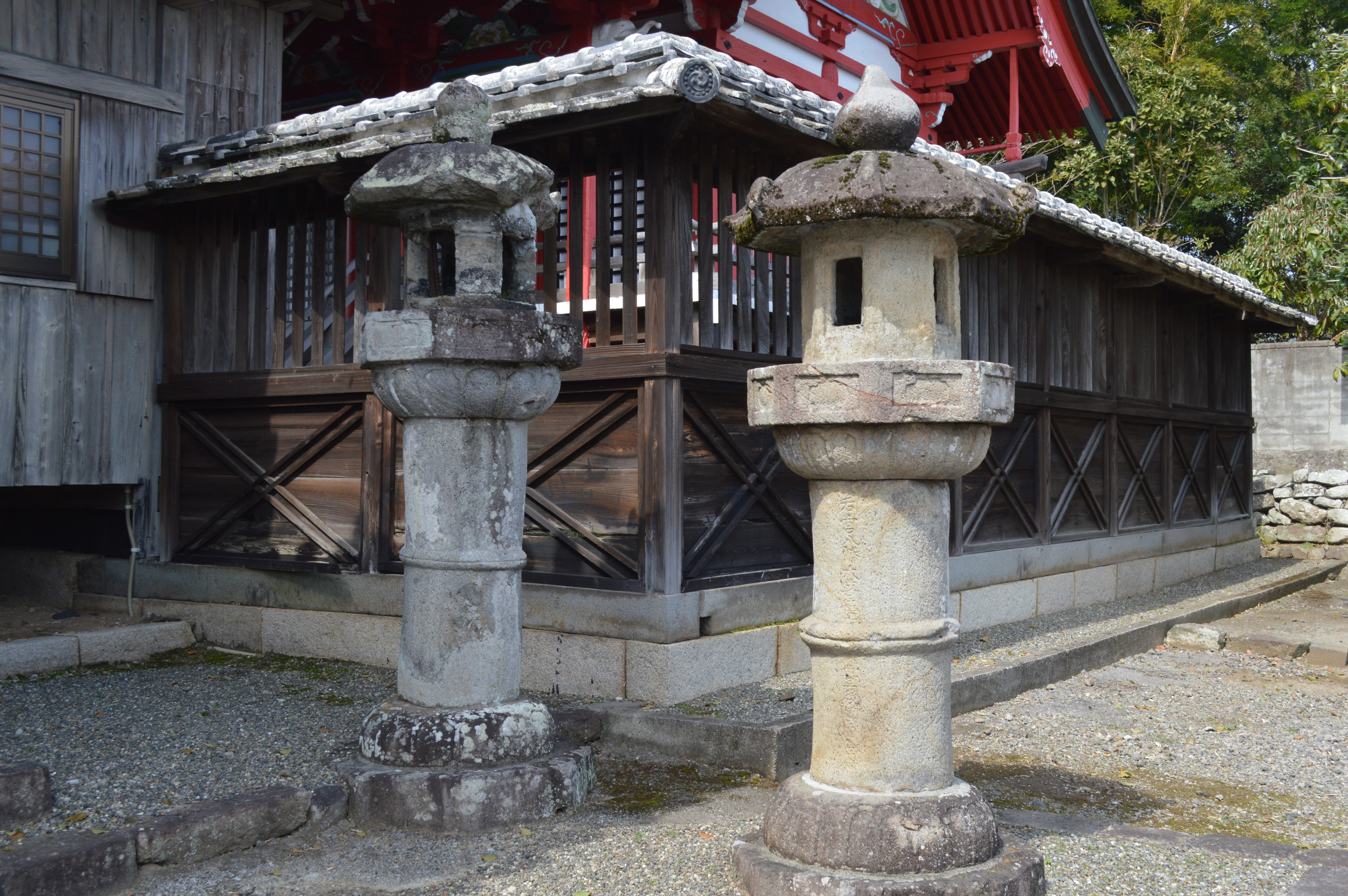
2016年（平成28年）2月2日、「若宮八幡神社境内日出藩主寄進石燈籠（8基）」として日出町指定文化財に指定された[10]。
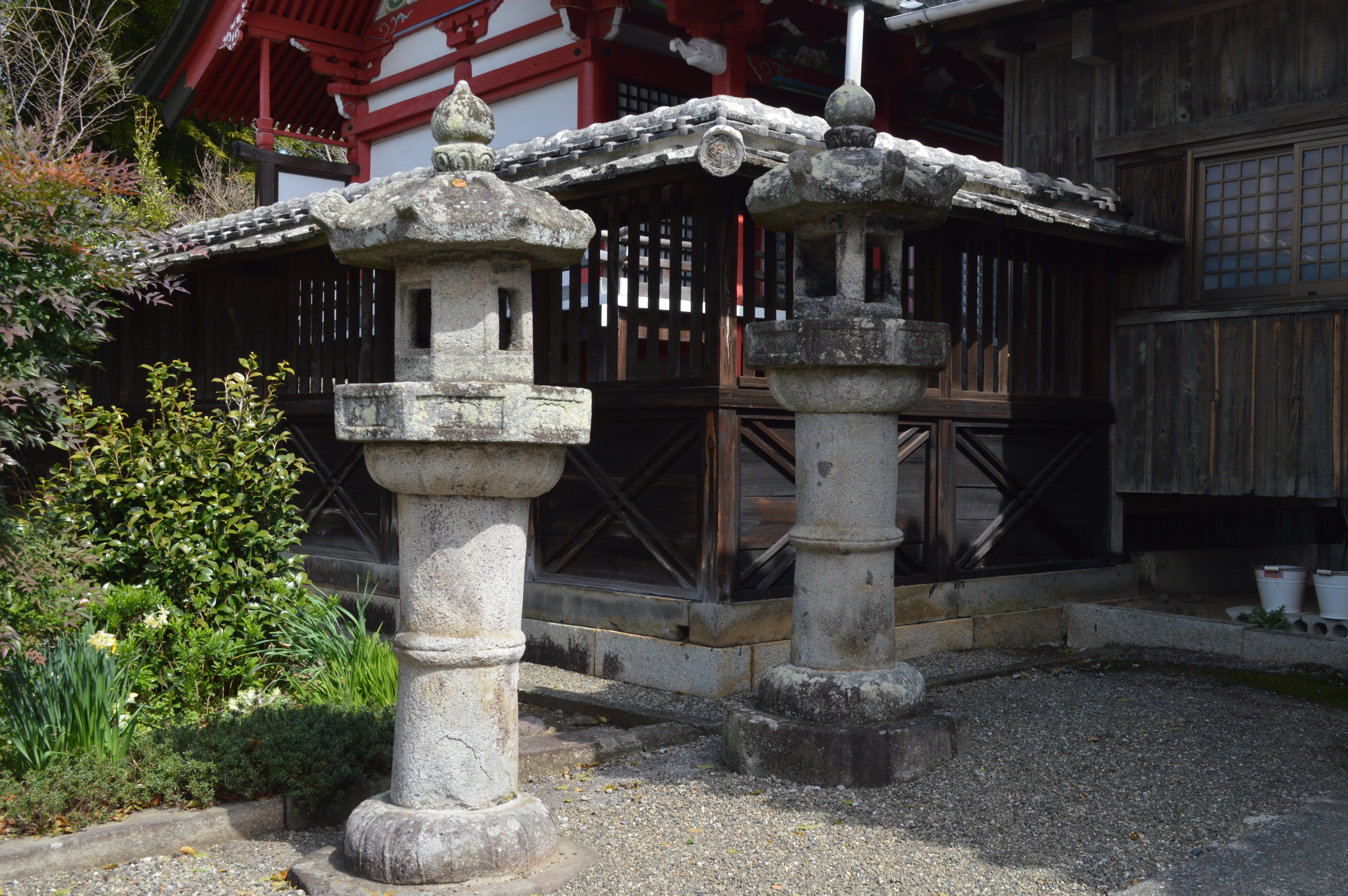
燈籠2（右）と燈籠3

| 燈籠  | 寄進者            | 寄進年             |
| ----- | ----------------- | ------------------ |
| 燈籠1 | 初代藩主 木下延俊 | 元和6年（1620年）  |
| 燈籠2 | 3代藩主 木下俊長  | 延宝5年（1677年）  |
| 燈籠3 | 3代藩主 木下俊長  | 延宝5年（1677年）  |
| 燈籠4 | 3代藩主 木下俊長  | 貞享5年（1688年）  |
| 燈籠5 | 9代藩主 木下俊泰  | 明和元年（1764年） |
| 燈籠6 | 9代藩主 木下俊泰  | 明和元年（1764年） |
| 燈籠7 | 13代藩主 木下俊敦 | 天保9年（1838年）  |
| 燈籠8 | 15代藩主 木下俊程 | 元治2年（1865年）  |

- 燈籠1（右）と燈籠4
- 燈籠2（右）と燈籠3

## 祭礼
毎年10月14日・15日が例大祭であり、毛槍ひねり演武、神輿の海上渡御などの行事が行われる。
- 1月1日 - 歳旦祭
- 2月第1日曜 - 開運厄除節分大祭（豆まき）
- 2月11日 - 紀元祭
- 4月初旬 - 元宮祭
- 5月中旬 - 祈年祭
- 6月30日 - 夏越大祓（茅の輪くぐり）
- 10月14日・15日 - 例大祭（神幸祭・神楽奉納）
- 11月15日 - 七五三祭
- 11月末 - 新嘗祭
- 12月31日 - 年越大祓・除夜祭